# Mequachake
Mequachake /=red earth; Hewitt,/ jedna od pet lokalnih skupina Shawnee Indijanaca, porodica Algonquian, čija su se sela nalazila na gornjim vodama rijeke Mad u okrugu Logan, Ohio. Sela ovih Šonija uništile su 1791. trupe Sjedinjenih Država. Ostali nazivi za njih bili su Makostrake, Mekoche, Mackacheck, Machachac i slično. Jedno od njihovih sela bilo je Pigeon Town, koje je 1786. uništio general Benjamin Logan. Potomci im danas žive pod imenom Eastern Shawnee u Oklahomi.

## Vanjske poveznice
- Hodge, Mequachake